# Knut Palm
Knut Oscar Laurentius Palm, född den 28 september 1864 i Bällefors församling, Skaraborgs län, död den 19 mars 1943 i Malmö, var en svensk militär.
Palm blev underlöjtnant vid Västgötadals regemente 1886 och vid Trängbataljonen 1887. Han befordrades till löjtnant 1888. Vid Trängbataljonens delning 1891 kom Palm att tillhöra Svea trängbataljon, där han blev kapten 1897. Han fick transport till Göta trängkår 1904. Palm blev major och chef för Skånska trängkåren 1915 och överstelöjtnant och chef för Östgöta trängkår 1917. År 1919 övergick han till reserven. Palm befordrades senare till överste i armén. Han blev riddare av Svärdsorden 1906. Palm vilar på Östra kyrkogården i Malmö.